# 劉璟 (成化進士)
劉璟（1437年—？），字時瑩，湖廣常德府武陵縣人，明朝政治人物。進士出身。

## 生平
湖廣鄉試第二名。成化二年（1466年）丙戌科會試第六十五名，殿試登進士第三甲第一百二十三名。

## 家族
曾祖劉汝富。祖父劉仲仁。父亲劉廣，曾任典史。